# Comunicación intersubjetiva
La comunicación intersubjetiva es un concepto en construcción propuesto por Antonio Pascuali en el XIX Encuentro de la Asociación Mexicana de Investigadores de la Comunicación (AMIC) en 2007 con motivo de la apertura de un grupo de investigación en este campo, entendiendo que es el principio de otras formas de comunicación humana. 
El concepto de comunicación intersubjetiva comparte el objeto empírico de la comunicación interpersonal pero se diferencia de ella en perspectiva, destacando –aquella- la construcción social inherente al fenómeno. 
Para comprender la comunicación intersubjetiva como objeto de investigación, más que montarse en el concepto de sujeto o de subjetividad, hay que apuntar directamente al concepto de “intersubjetividad” que se relaciona con la posibilidad de intercambio de perspectivas apuntando a la construcción social de un mundo compartido: el mundo de la vida. Sirven a la exploración de este objeto de investigación la filosofía, la sociología y la psicología social. 
Todo esto nos lleva a una interacción a través de símbolos y signos, lo que se conoce como interaccionismo simbólico. Este fenómeno acuñado por Herbert Blumer (1986) considera que las personas actúan sobre los objetos e interactúan con otras personas a partir de los significados que los objetos y las personas tienen para ellas, es decir, a partir de símbolos. Aquí los significados son producto de la interacción social, principalmente de la comunicación. Finalmente, las personas seleccionan, organizan, reproducen y transforman los significados en los procesos interpretativos en función de sus expectativas y propósitos.
Son estos significados compartidos y transmitidos mediante la interacción de los sujetos, lo que permite un nivel de entendimiento entre éstos y adicionalmente se van construyendo nuevas formas de relacionarse con el otro.
A través de la acción comunicativa propuesta por Habermas, los sujetos pueden desarrollar y mejorar su capacidad de entendimiento y comunicación. La relación impersonal comunicativa, debe aspirar a transformarse comunicación interpersonal de desarrollo, a fin de que ésta pueda facilitar el proceso de entendimiento en una sociedad multisígnica y multicultural y que, al mismo tiempo, se ve inmersa en procesos interculturales debido a la globalización.
Sin comunicación no es posible trabajar dentro de la colectividad social. Gracias a ella se conoce y define el mundo que nos rodea. Si la gente no se pudiese comunicar, sería imposible desarrollar afectos, ideas, proyectos, etc. al convivir diariamente con la otra persona, se intercambian ideas, frases y sentimientos que día a día forman a los individuos en distintas áreas. 
La AMIC ha presentado como pauta a la comunicación intersubjetiva como un punto de partida a ser investigado con el fin de encontrar soluciones que resuelvan conflictos o problemas existentes en la comunicación social. No podemos generar una comunicación efectiva en lo macro, sin antes saber cómo hacerla efectiva a partir del establecimiento de elementos que permitan describirla en un nivel interpersonal.

## Aportación de George H. Mead
Con relación a la Psicología Social, uno de los trabajos más interesantes que le da relevancia a la comunicación en la construcción de lo humano es el de George Herbert Mead (1863-1931). Este autor nos hace ver que el “espíritu” y la “persona”, -lo que hoy en nuestro contexto podemos pensar como la conformación del sujeto- no es posible sin la experiencia social, así lo explica: 

(...)El cuerpo no es un yo, como tal: sólo se convierte en persona cuando ha desarrollado un espíritu dentro del contexto de la experiencia social (…) Porque sí, como lo hace Wundt, se presupone desde el comienzo la existencia del espíritus, como explicadora o posibilitadora del proceso social de la experiencia, entonces el origen de los espíritus y la interacción entre los espíritus se convierten en misterios.  Pero sí, por el contrario, se considera el proceso social de la experiencia como previo (en una forma rudimentaria) a la existencia del espíritu y se explica el origen de los espíritus en términos de la interacción entre individuos dentro de ese proceso, entonces, no sólo el origen de los espíritus, sino también la interacción de estos (…) dejan de parecer misteriosos o milagrosos.  El espíritu surge a través de la comunicación, por una conversación de gestos en un proceso social o contexto de experiencia –y no la comunicación a través del espíritu.
Mead, 1973, p.92

Es decir, lo que conforma a una persona (el “espíritu” en términos de Mead), no es innato ni está biológicamente programado; lo que convierte a una persona en tal es la comunicación con su entorno social.  En este sentido, la comunicación intersubjetiva es condición para la formación del ser humano. 
Entendida así la comunicación intersubjetiva como aquel intercambio simbólico que posibilita la conformación de sujetos sociales, interesan a este objeto de estudio conceptos como empatía, identidad, interacción, significación, vínculo, reflexividad, conciencia e intencionalidad. 